# George Averoff
George M. Averoff (Métsovo, Regió de l'Epir, 1815 - 1899) fou home de negocis grec i filantrop. Averoff emigrà a Alexandria (Egipte) sent encara molt jove. És conegut per fundar durant tota la seva vida escoles a Egipte i Grècia. Finançà la restauració de l'Estadi Panathinaiko per als Jocs Olímpics de 1896 a petició del príncep Constantí. L'estadi fou construït el 1895, amb marbre del mont Pentèlic, per desig d'Averoff. El cost inicial estimat era de 580.000 dracmes, però al final apujà fins a 920.000 dracmes. Fou part del comitè de recepció per als participants als Jocs Olímpics. Com a gratitud per les seves contribucions, es construí una estàtua en el seu honor, que encara perdura, davant l'estadi. A més a més, un cuirassat grec, en el seu temps, vaixell almirall de la flota grega, fou anomenat en el seu honor Georgios Averof.